# Stolidosoma abbreviatum
Stolidosoma abbreviatum är en tvåvingeart som beskrevs av Octave Parent 1928. Stolidosoma abbreviatum ingår i släktet Stolidosoma och familjen styltflugor. Inga underarter finns listade i Catalogue of Life.